# Baâlon
Baâlon é uma comuna francesa na região administrativa de Grande Leste, no departamento de Meuse. Estende-se por uma área de 14,76 km². Em 2010 a comuna tinha 284 habitantes (densidade: 19,2 hab./km²).